# Plethus bodikatuwa
Plethus bodikatuwa är en nattsländeart som beskrevs av Schmid 1958. Plethus bodikatuwa ingår i släktet Plethus och familjen smånattsländor. Inga underarter finns listade i Catalogue of Life.